# آرادو آر ۲۳۱
آرادو آر ۲۳۱ (به انگلیسی: Arado_Ar_231) یک هواگرد از نوع هواپیمای آب‌نشین ساخت شرکت آرادو فلوکتسایک‌ورک در آلمان است. هواگرد آرادو آر ۲۳۱ نخستین پروازش را در ۱۹۴۱ میلادی انجام داد. در مجموع، تعداد ۶ فروند از این هواگرد ساخته شده‌است.